# 2000 Mules
2000 Mules é um filme político conspiracionista americano de 2022 com roteiro e direção de Dinesh D'Souza. Ele alega que indivíduos alinhados aos democratas, que ele chama de "mulas" (o partido democrata também tem uma mula como mascote), foram pagos por organizações sem fins lucrativos não identificadas para coletar e depositar ilegalmente cédulas em urnas no Arizona, Geórgia, Michigan, Pensilvânia e Wisconsin durante as eleições presidenciais de 2020.
Segundo o "FACT FOCUS" da AP News, o filme é baseado em "suposições erradas, contas anônimas e análise imprópria de dados de localização de celulares" fornecidos pela True the Vote [en]. D'Souza afirmou que até 400.000 cédulas podem ter sido envolvidas nesse processo, "mais do que suficiente para pender a balança na eleição presidencial de 2020", embora a "True the Vote" não tenha alegado que nenhuma daqualas cédulas era ilegal. O filme apresentou uma única testemunha anônima que disse ter visto pessoas pegando o que ela "supôs" ser pagamentos para coleta de cédulas no Arizona; nenhuma evidência de pagamentos foi apresentada em nenhum dos outros quatro estados. O filme não apresenta nenhuma evidência de que as cédulas foram coletadas de uma organização sem fins lucrativos para serem depositadas em caixas coletoras do correio.

## Conteúdo e metodologia
A Associated Press (AP) afirmou que uma análise conduzida por ela, descobriu que o filme foi "baseado em suposições defeituosas, contas anônimas e análise imprópria de dados de localização de celulares". A AP afirmou ainda que em vários condados nos cinco "Swing states", a "True the Vote" usou pings de telefone para torres de celular para identificar indivíduos que passaram perto de urnas e várias organizações sem fins lucrativos não identificadas, várias vezes por dia, concluindo que essas pessoas eram "mulas" pagas para arrecadação e depósito de cédulas. Especialistas disseram que essa geolocalização não era precisa o suficiente para distinguir as supostas "mulas" de várias outras pessoas que podiam estar caminhando ou dirigindo próximos à uma caixa coletora ou uma organização sem fins lucrativos durante o dia, como motoristas de entrega, funcionários dos correios e motoristas de táxi. A "True the Vote" afirmou que havia realizado a filtragem de "padrão de vida" de tais pessoas antes da temporada eleitoral, embora a AP tenha notado limitações dessa abordagem. O filme também afirmou que algumas das supostas "mulas" geolocalizadas também estavam presentes no que chamou de "motins antifa" em Atlanta durante os protestos de George Floyd no verão de 2020, embora a AP tenha explicado que os dados de geolocalização também não puderiam determinar com segurança o motivo daquelas pessoas estarem presentes naquele evento; eles poderiam ter sido manifestantes pacíficos, policiais ou bombeiros respondendo aos protestos, ou donos de empresas na área.
Para ilustrar o uso da tecnologia de geolocalização por telefone, no filme D'Souza fala com Gregg Phillips, que alegou que a usou para identificar dois suspeitos em um caso arquivado de homicídio em Atlanta, fornecendo sua análise ao FBI, que ele e D'Souza sugerem resultou na prisão dos suspeitos. O caso do homicídio não foi arquivado, e ambos os suspeitos foram presos por autoridades estaduais e não federais, sem indicação de que a geolocalização por telefone tenha desempenhado um papel significtivo. Phillips havia afirmado anteriormente, sem provas, que até cinco milhões de cédulas foram lançadas ilegalmente por não-cidadãos nas eleições de 2016.
O filme comparou sua metodologia de geolocalização àquela usada por investigadores federais para identificar indivíduos dentro do prédio do Capitólio dos EUA durante a invasão de 6 de janeiro de 2021, mostrando uma imagem de indivíduos nos centros de grandes círculos de incerteza, totalmente dentro do prédio, para mostrar que os indivíduos estavam lá. Grandes círculos de incerteza semelhantes seriam insuficientes para mostrar que um indivíduo estava, sequer perto, de uma caixa de depósito.
O filme mostrou um vídeo de vigilância de indivíduos supostamente depositando várias cédulas em urnas, embora não houvesse como combiná-las com os dados de geolocalização, e a maioria dos estados permite essa coleta de cédulas em nome de familiares e membros da família. Em um segmento, Phillips narra que uma mulher depositou "uma pequena pilha" de cédulas em uma urna, embora não tenha ficado claro que havia mais de uma cédula. O depósito teria ocorrido à 1h da madrugada, após o que a mulher retirou as luvas de látex e as jogou fora, o que o filme caracteriza como suspeito. O incidente ocorreu em 5 de janeiro de 2021, durante o segundo turno para o Senado da Geórgia, e não durante a eleição presidencial de 2020. O filme alegou que alguns indivíduos capturados em vídeos de vigilância estavam usando luvas para evitar deixar suas impressões digitais nas cédulas, embora os vídeos fossem do outono e inverno de 2020, quando as pessoas estavam tomando precauções durante a pandemia de COVID-19.
Phillips narra um vídeo de vigilância em que um homem em uma bicicleta vai até uma caixa de depósito e deposita sua cédula. Phillips caracteriza o homem como "meio frustrado quando começa a sair", embora não houvesse evidência óbvia de frustração, supostamente porque o homem havia esquecido de se fotografar depositando a cédula. Phillips especulou, "eles começaram a exigir que as "mulas", tirassem fotos do depósito das cédulas. Parece que é assim que eles são pagos". Mais tarde, o homem tirou uma foto de sua bicicleta ao lado da caixa, levando Catherine Engelbrecht, da "True the Vote", a perguntar: "Se você está apenas votando, que razão no mundo você teria para voltar e tirar uma foto da caixa?" Autoridades eleitorais incentivaram os eleitores a compartilhar suas experiências nas mídias sociais para aumentar a participação; as imagens postadas nas mídias sociais incluíam pessoas depositando cédulas naquela caixa de depósito específica.
O secretário de Estado da Geórgia, Brad Raffensperger, disse que seu escritório investigou um vídeo de vigilância do filme que mostra um homem depositando cinco cédulas em uma caixa, descobrindo que ele depositou cédulas legalmente para si e sua família.
O 2000 Mules não informa aos telespectadores que, mesmo que os eventos que retrata tenham ocorrido, cada cédula depositada em uma caixa de depósito deve estar dentro de um envelope enviado a cada eleitor registrado que inclua as informações do registro do eleitor, assinatura e um código de barras para verificação. As cédulas sem o envelope são rejeitadas. É verdade que a votação não afirmou que nenhuma das cédulas envolvidas no suposto esquema de mulas era ilegal.
A AP informou que a afirmação do filme de que a "True the Vote" identificou 1.155 "mulas" pagas apenas na Filadélfia era falsa. O filme apresentou uma única testemunha anônima que disse ter visto pessoas pegando o que ela "supôs" ser pagamentos para depósito de cédulas no Arizona; nenhuma evidência de pagamentos foi apresentada em nenhum dos outros quatro estados. O filme não apresenta nenhuma evidência de que as cédulas foram coletadas de uma organização sem fins lucrativos para serem depositadas em caixas de depósito.
O último terço do filme consiste em um painel de discussão entre vários especialistas conservadores e de direita, todos com shows com o Salem Media Group, que atende a um público conservador e atuou como produtor executivo do filme.
A "True the Vote" não cooperou com as investigações das autoridades eleitorais da Geórgia, recusando-se a divulgar os nomes das pessoas que supostamente coletaram cédulas. A Junta Eleitoral do Estado emitiu intimações à organização em abril de 2022, buscando documentos, gravações e nomes dos indivíduos envolvidos. O "Georgia Bureau of Investigation" (GBI) examinou as alegações da "True the Vote" no outono de 2021, mas não encontrou evidências suficientes para abrir uma investigação.

## Elenco
Não incluindo pessoas que aparecem apenas em imagens de arquivo.
- Dinesh D'Souza, diretor, apresentador e narrator
- Debbie D'Souza
- True the Vote: Catherine Engelbrecht, Gregg Phillips
- Apresentadores da Salem Radio Network: Dennis Prager, Sebastian Gorka, Larry Elder, Eric Metaxas e Charlie Kirk
- The Heritage Foundation: Hans von Spakovsky
- Capital Research Center: Scott Walter

## Recepção
O ex-presidente Donald Trump, que afirmou ser "o verdadeiro vencedor da eleição de 2020", elogiou o filme por expor "grande fraude eleitoral" e realizou uma exibição do filme em seu resort Mar-a-Lago. D'Souza criticou a Fox News e a Newsmax por não promoverem o filme, alegando que Tucker Carlson, da Fox News, havia instruído Catherine Engelbrecht a não mencionar o filme durante sua entrevista com ela e que a Newsmax havia originalmente agendado uma entrevista com D'Souza para discutir o filme, mas este foi cancelado.
Meios de comunicação como PolitiFact, Associated Press e The Washington Post criticaram o filme por conter erros e omissões factuais, fazer alegações implausíveis e promover teorias da conspiração em torno do suposto roubo da eleição presidencial de 2020. O Post caracterizou o filme como apresentando "a teoria de fraude eleitoral menos convincente até agora".